# Tiszapüspöki
Tiszapüspöki è un comune dell'Ungheria di 2.075 abitanti (dati 2015). È situato nella contea di Jász-Nagykun-Szolnok.